# 北窓隆子
北窓 隆子（きたまど たかこ）は、日本の厚生労働技官、医師。新潟県副知事や、国立国際医療研究センター国際医療協力局長、厚生労働省関東信越厚生局長を経て、姫路市医監。

## 人物・経歴
岡山県玉野市出身。岡山県立玉野高等学校を経て、1986年香川医科大学医学部卒業。1988年厚生省入省。厚生省保健医療局地域保健・健康増進栄養課課長補佐、青森県健康福祉部長を経て、2005年環境省総合環境政策局環境保健部環境安全課環境リスク評価室長。
環境省総合環境政策局環境保健部企画課石綿健康被害対策室長を経て、2008年医薬品医療機器総合機構新薬審査第三部長。医薬基盤研究所研究振興部長、国立国際医療研究センター企画戦略局長を経て、2015年から新潟県副知事を務め、新潟県立加茂病院の改築などにあたった。
国立国際医療研究センター国際医療協力局長を経て、2017年厚生労働省関東信越厚生局長。2019年7月厚生労働省大臣官房付。2019年9月から大学の2年後輩にあたる清元秀泰元東北大学医学部教授が市長を務める姫路市医監に出向。2021年3月退官、姫路市医監。